# Trouble Man: Heavy Is the Head
Trouble Man: Heavy Is the Head è l'ottavo album discografico in studio del rapper statunitense T.I., pubblicato nel 2012.

## Il disco
La produzione dell'album è stata curata da una serie di colleghi di T.I., collaboratori di lunga data come Pharrell Williams, DJ Toomp, Jazze Pha e altri. All'album hanno collaborato diversi importanti artisti come P!nk, André 3000, Lil Wayne, Akon, Cee Lo Green, R. Kelly e non solo.
Il primo singolo Love This Life è stato diffuso nell'aprile 2012.
Per quanto riguarda le vendite, l'album ha raggiunto la posizione #2 della classifica Billboard 200 e il primo posto della classifica Top R&B/Hip-Hop Albums.

## Tracce
1. The Introduction – 3:53 (Tommy Brown, Marvin Gaye, Clifford Harris Jr., Lajuan Kinnemore, Travis Sayles)
2. G Season (featuring Meek Mill) – 3:57 (Harris Jr., Robert Williams, Carl McCormick, Kenneth Gamble, Leon Huff, Gene McFadden, Paul Tisdale, John Whitehead)
3. Trap Back Jumpin' – 5:04 (Harris Jr., Aldrin Davis)
4. Wildside (featuring ASAP Rocky) – 5:28 (Harris Jr., Rakim Mayers, Dion Wilson, Brian Kidd)
5. Ball (featuring Lil Wayne) – 3:25 (Harris Jr., Dwayne Carter, Richard Butler, Earl Hood, Eric Goudy II, Orville Hall, Phillip Price)
6. Sorry (featuring André 3000) – 5:48 (Harris Jr., André Benjamin, Phalon Alexander, Stacy Barthe, Derel Haynes, Aldric Johns)
7. Can You Learn (featuring R. Kelly) – 6:12 (Harris Jr., Fredrick Hall, Willie Hutch, William Jones, Robert Kelly, Montay Humphrey, Korey Robertson)
8. Go Get It – 3:37 (Harris Jr., Tyler Williams, Nikhil Seetharam)
9. Guns and Roses (featuring P!nk) – 4:28 (Harris Jr., Alecia Moore, T. Williams, Nikhil Seetharam, Jacob Kasher, Kelly Sheehan)
10. The Way We Ride – 4:03 (Harris Jr., Larrance Dopson, Lamar Edwards, John Groover, Michael Cox Jr.)
11. Cruisin’ – 3:55 (Harris Jr., Cordale Quinn)
12. Addresses – 3:09 (Harris Jr., T. Williams)
13. Hello (featuring Cee Lo Green) – 4:07 (Harris Jr., Pharrell Williams, Thomas Callaway)
14. Who Want Some – 5:55 (Harris Jr., Cedric L Young, Davis, James Payne, James Glaser)
15. Wonderful Life (featuring Akon) – 5:21 (Marquinarius Holmes, Elton John, Harris Jr.,  Bernie Taupin, Aliaune Thiam)
16. Hallelujah – 3:24 (Harris Jr., Jevon Hill, Michael Render, Timothy Thomas, Theron Thomas)

## Classifiche
| Classifica (2012) | Posizione raggiunta |
| ----------------- | ------------------- |
| US Billboard 200  | 2                   |